# Kamila Novotná
Kamila Novotná (5 de marzo de 2005) es una deportista eslovaca que compite en tiro, en la modalidad de rifle. En los Juegos Europeos de Cracovia 2023 consiguió una medalla de plata en la prueba de rifle 10 m.

## Palmarés internacional
| Juegos Europeos | Juegos Europeos     | Juegos Europeos  | Juegos Europeos |
| Año             | Lugar               | Medalla          | Prueba          |
| --------------- | ------------------- | ---------------- | --------------- |
| 2023            | Breslavia (Polonia) | Medalla de plata | Rifle 10 m      |